# Mussaenda tenuiflora
Mussaenda tenuiflora är en måreväxtart som beskrevs av George Bentham. Mussaenda tenuiflora ingår i släktet Mussaenda och familjen måreväxter.

## Underarter
Arten delas in i följande underarter:
- M. t. laevis
- M. t. principensis
- M. t. tenuiflora
- M. t. thomensis